# Nick Zano
Nicholas Crapanzano (8 de março de 1978 em Nutley, Nova Jersey) nome artístico Nick Zano é um ator norte-mericano e produtor mais conhecido por interpretar Vince no sitcom WB Network What I Like About You. E pelo papel do super-herói Nathaniel Heywood/Gládio na série de comédia e ação  Legends of Tomorrow. Ele teve sua grande chance na MTV, onde ele recebeu a programa da rede antigo sobre a indústria cinematográfica, Movie House, e brevemente trabalhou como correspondente da MTV News antes de começar uma carreira de ator.[carece de fontes?]

## Vida
Nick Zano nasceu em Nutley, New Jersey e também viveu na Flórida quando era criança. Enquanto frequentava Wellington High School em Wellington, Flórida, Nick Zano era ativo no drama e os serviços de televisão. Ao longo de seu Ensino Fundamental (Júnior) e Ensino Médio (Sênior), ele e seus colegas de classe produziram uma semana de comédia que foi ao ar na estação de televisão da escola. Enquanto trabalhava no show, Nick Zano também escreveu, dirigiu e atuou em filmes de estudantes que fizeram o seu caminho para a Universal JVC Film Competition, um festival em que mais de 800 escolas secundárias locais participam.

## Carreira
Pouco depois de terminar o colegial, Nick se mudou para Los Angeles e conseguiu um emprego em desenvolvimento de filmes e projetos de televisão para uma empresa de pequena produção.  Durante esse tempo, ele também foi produtor associado de um Mundial da SIDA televisão Dia especial hospedado por Lou Diamond Phillips. Foi enquanto ele estava a vender sapatos em uma boutique de moda de Los Angeles que um cliente, sem o conhecimento de Zano, voltou ao seu escritório e disse a seus supervisores que ela tinha acabado de conhecer um homem que seria uma maravilhosa personalidade no ar. A mulher mistério foi um funcionário da MTV, que levou à Zano como hospedagem de emprego MTV Movie's House.
Em 2003, ele ganhou o papel de Vince no The WB sitcom What I Like About You, estrelado por Amanda Bynes e Jennie Garth. Zano fez sua primeira aparição na segunda temporada da série e ficou com a série até a sua quarta e última temporada da série que termina 26 de maio de 2006. Depois que a série terminou, ele passou a ser um produtos executivo do show da MTV Why Can't I Be You?.
No ano seguinte, Zano apareceu ao lado de Haylie Duff e Frankie Muniz na comédia romântica independente My Sexiest Year. O filme lançado com críticas mistas teve sua estreia mundial em 2007 no Hamptons International Film Festival. Em 2008, ele apareceu em um papel de apoio em frente Drake Bell no MGM's programa de comédia adolescente. Zano também apareceu em Beverly Hills Chihuahua e Joy Ride 2: Dead Ahead mais tarde no mesmo ano.
Em 2009, Zano co-estrelou o filme, Premonição 4.
Em 2012, Zano participou da famosa série Happy Endings, na qual atuou ao lado da estrela Elisha Cuthbert.

## Vida pessoal
Zano namorou por três anos a cantora e atriz Haylie Duff. Em dezembro de 2011, Zano começou a namorar a atriz Kat Dennings, a protagonista do seriado 2 Broke Girls.

## Filmografia
| Filmes        | Filmes                                   | Filmes                          | Filmes                        |
| Ano           | Título                                   | Papel                           | Notas                         |
| ------------- | ---------------------------------------- | ------------------------------- | ----------------------------- |
| 2002          | Catch Me If You Can                      | James                           | Sem créditos                  |
| 2003          | Sweet Potato Queens                      |                                 | Filme para TV                 |
| 2004          | Fat Albert                               | Vendedor de Câmeras             | Participação especial         |
| 2005          | Everything You Want                      | Quinn Andrews                   | Filme para TV                 |
| 2007          | My Sexiest Year                          | Pierce                          |                               |
| 2008          | Ernesto                                  | Boden                           | Filme para TV                 |
| 2008          | College                                  | Teague                          |                               |
| 2008          | Beverly Hills Chihuahua                  | Bryan                           |                               |
| 2008          | Joy Ride 2: Dead Ahead                   | Bobby Singer                    | Lançado Direto em DVD         |
| 2009          | Operating Instructions                   | Luke Taylor                     | Filme para TV                 |
| 2009          | The Final Destination                    | Hunt Wynorski                   |                               |
| 2011          | Scents and Sensibility                   | Brandon Hurst                   |                               |
| 2011          | Ten Years                                | Nick Vanillo                    |                               |
| 2011          | Desperately Seeking Santa                | David Morretti                  | Filme para TV                 |
| 2012          | Prairie Dogs                             | Guy                             | Filme para TV                 |
| 2013          | Lost Luck                                | James                           |                               |
| Televisão     |                                          |                                 |                               |
| Ano           | Título                                   | Papel                           | Notas                         |
| 2016-presente | DC's Legends Of Tomorrow                 | Nathan Heywood / Cidadão Gládio | Série de TV                   |
|               | Ben 10                                   | Nathan Heywood / Cidadão Gládio | fictício                      |
| 2003          | What I Like About You                    | Vince                           | 54 episódios (2003-2006)      |
| 2005          | One Tree Hill                            | Nick Zano                       | Série de televisão            |
| 2007          | 7th Heaven                               | Dr. Jonathan Sanderson          | 3 episódios                   |
| 2009          | Cougar Town                              | Josh                            | 5 episódios                   |
| 2010          | Melrose Place                            | Dr. Drew Pragin                 | 5 episódios                   |
| 2010          | The Secret Life of the American Teenager | Dr. Miller                      | episódio: "Sweet and Sour"    |
| 2011          | Drop Dead Diva                           | Tim Klein                       | episódio: "Hit and Run"       |
| 2011          | 2 Broke Girls                            | Johnny                          | Elenco Recorrente (2011-2012) |
| 2012          | 90210                                    | Preston Hillingsbrook           | 6 episódios                   |
| 2012          | Happy Endings                            | Pete                            | 8 episódios (2012-2013)       |
| 2015          | Minority Report                          | Arthur Watson                   | Série de TV                   |